# Bombyliomyia albiceps
Bombyliomyia albiceps là một loài ruồi trong họ Tachinidae.